# Sage (rozšíření pro Firefox)
Sage je odlehčené rozšíření pro prohlížeč Mozilla Firefox, které umožňuje agregovat zprávy z RSS a atom kanálu. Rozšíření bylo vyvinuto Petrem Andrewsem a Erikem Arvidssonem. 
Sage získal cenu Nejvíce inovativní rozšíření v soutěži společnosti Mozilla „Rozšiřte Firefox“ (v originále „Extend Firefox“), která se konala v roce 2006. 